# Edizioni radiofoniche de La Corrida - Dilettanti allo sbaraglio
In questa voce sono elencate e descritte le dieci edizioni del programma radiofonico La Corrida - Dilettanti allo sbaraglio, in onda sul Secondo Programma di Radio Rai dal 4 gennaio 1968 al 1º gennaio 1977 per nove edizioni negli studi di Roma e dal 2 settembre 1978 al 7 luglio 1979 per la decima e ultima edizione negli studi di Firenze, in base ai fascicoli del Radiocorriere TV.

## Storia
Corrado e Riccardo Mantoni furono rispettivamente conduttore e regista di tutte le edizioni (salva qualche rara sostituzione in regia di Arturo Zanini), mentre Roberto Pregadio fu presente come direttore d'orchestra per le nove edizioni andate in onda a Roma. Nella decima, realizzata nella Sede regionale della Rai di Firenze, il direttore fu Armando Del Cupola. La storica sigla iniziale e finale e gli stacchetti di entrata e uscita dei concorrenti, per tutte le edizioni, vennero composte da Piero Umiliani.
Per le prime due edizioni, la trasmissione andava in onda con durata di 35 minuti al giovedì dalle 13:20 alle 13:55; dalla terza il giorno venne spostato al sabato, mentre l'orario rimase invariato. Nell'ultima edizione, il programma venne trasmesso ancora al sabato, con durata aumentata a 50 minuti e orario dalle 10:12 alle 11:00.
Le prime nove edizioni furono a cadenza annuale, mentre la decima fu a cadenza stagionale. La trasmissione, per le edizioni annuali, andava in onda anche durante l'estate poiché era registrata in periodi precedenti con il pubblico in studio e mandata in onda successivamente.
I concorrenti in gara per puntata erano cinque, aumentati a sette nella decima edizione, e venivano premiati i primi due classificati. Se durante le cinque (o sette) esibizioni l'intensità degli applausi era tale da mostrare un chiaro consenso, al termine della puntata i vincitori venivano proclamati subito: se invece l'intensità mostrava una sostanziale parità, prima della fine della trasmissione il conduttore faceva ripetere gli applausi al pubblico in sala per decretare il vincitore e/o il secondo classificato.
I premi consistevano, per il primo classificato, in 200.000 lire in gettoni d'oro, per il secondo era un apparecchio radio oppure un filodiffusore (sostituito da un giradischi se il premiato viveva in una zona non coperta dalla filodiffusione). Nelle prime nove edizioni i partecipanti furono complessivamente 2.345 poiché il regolamento dell'edizione radiofonica, a differenza di quella televisiva successiva, prevedeva in ogni caso una sola partecipazione. Nella decima i concorrenti partecipanti furono 322, portando il totale a 2.667.
Nella storia della trasmissione il programma non andò in onda il 10 marzo 1973 (per far posto alla replica della seconda serata del Festival di Sanremo), il 16 giugno 1973 (replica della seconda serata di Un disco per l'estate, condotta dallo stesso Corrado), il 28 marzo 1970, il 10 aprile 1971, il 1º aprile 1972, il 21 aprile 1973, il 13 aprile 1974, il 29 marzo 1975 e il 17 aprile 1976 (giornate di Sabato Santo, in cui venivano sempre soppresse le trasmissioni di varietà), il 2 novembre 1974, durante la giornata della Commemorazione dei Defunti, il 19 luglio 1975 (per un servizio speciale sulla missione spaziale Apollo-Soyuz) e l'8 maggio 1976 (in segno di lutto per le vittime del terremoto in Friuli).

## Dettaglio edizioni

### Prima edizione (1968)
- Periodo di trasmissione: dal 4 gennaio al 26 dicembre 1968.
- Puntate: 52 (complessive: 1–52)
- Partecipanti: 260
- Conduce Corrado.
- Regia: Riccardo Mantoni.
- Direzione musicale: Roberto Pregadio.
- Dal Centro di Produzione Rai di via Asiago 10 in Roma[N 2].

Prima edizione della trasmissione radiofonica. Sul palcoscenico, il concorrente era posto sulla destra e il conduttore a sinistra con i rispettivi microfoni, mentre gli orchestrali erano disposti dietro a una certa distanza, prima di una tenda teatrale a drappo con la parte superiore sormontata da un grande cartello dove era scritto "Rai – La Corrida".

### Seconda edizione (1969)
- Periodo di trasmissione: dal 2 gennaio 1969 al 1º gennaio 1970.
- Puntate: 53 (complessive: 53–105)
- Partecipanti: 265
- Conduce Corrado.
- Regia: Riccardo Mantoni.
- Direzione musicale: Roberto Pregadio.
- Dal Centro di Produzione Rai di via Asiago 10 in Roma[N 3].

Ultima edizione andata in onda di giovedì nel Centro di Produzione Rai di via Asiago 10.

### Terza edizione (1970)
- Periodo di trasmissione: dal 10 gennaio al 26 dicembre 1970.
- Puntate: 51 (complessive: 106–156)
- Partecipanti: 255
- Conduce Corrado.
- Regia: Riccardo Mantoni.
- Direzione musicale: Roberto Pregadio.
- Dal Teatro Monte Zebio di Roma[N 4].

Prima edizione ad andare in onda di sabato e dal Teatro Monte Zebio di Roma.

### Quarta edizione (1971)
- Periodo di trasmissione: dal 2 gennaio al 25 dicembre 1971.
- Puntate: 52 (complessive: 157–208)
- Partecipanti: 260
- Conduce Corrado.
- Regia: Riccardo Mantoni (sostituito in una puntata da Arturo Zanini).
- Direzione musicale: Roberto Pregadio.
- Dal Teatro Monte Zebio di Roma[N 5].

### Quinta edizione (1972)
- Periodo di trasmissione: dal 1º gennaio al 30 dicembre 1972.
- Puntate: 53 (complessive: 209–261)
- Partecipanti: 265
- Conduce Corrado.
- Regia: Riccardo Mantoni.
- Direzione musicale: Roberto Pregadio.
- Dal Teatro Monte Zebio di Roma[N 6].

### Sesta edizione (1973)
- Periodo di trasmissione: dal 6 gennaio al 29 dicembre 1973.
- Puntate: 52 (complessive: 262–313)
- Partecipanti: 260
- Conduce Corrado.
- Regia: Riccardo Mantoni.
- Direzione musicale: Roberto Pregadio.
- Dal Teatro Monte Zebio di Roma[N 7].

Una puntata di quest'edizione venne vinta da Gigi Sabani; nell'occasione si esibì nelle imitazioni di Gianni Morandi, Mino Reitano e Claudio Baglioni.

### Settima edizione (1974)
- Periodo di trasmissione: dal 5 gennaio al 28 dicembre 1974.
- Puntate: 51 (complessive: 314–364)
- Partecipanti: 255
- Conduce Corrado.
- Regia: Riccardo Mantoni.
- Direzione musicale: Roberto Pregadio.
- Dal Teatro Monte Zebio di Roma[N 8].

### Ottava edizione (1975)
- Periodo di trasmissione: dal 4 gennaio al 27 dicembre 1975.
- Puntate: 52 (complessive: 365–416)
- Partecipanti: 260
- Conduce Corrado.
- Regia: Riccardo Mantoni.
- Direzione musicale: Roberto Pregadio.
- Dal Teatro Monte Zebio di Roma (la puntata del 6 dicembre 1975 venne registrata al Palazzo dei Congressi dell'EUR in occasione della fiera Natale oggi: per l'occasione il Maestro Roberto Pregadio diresse l'Orchestra di Musica Leggera di Roma della RAI) [N 9].

### Nona edizione (1976-1977)
- Periodo di trasmissione: dal 3 gennaio 1976 al 1º gennaio 1977.
- Puntate: 53 (complessive: 417–469)
- Partecipanti: 265
- Conduce Corrado.
- Regia: Riccardo Mantoni.
- Direzione musicale: Roberto Pregadio.
- Dal Teatro Monte Zebio di Roma. Anche in quel dicembre venne registrata una puntata pre-natalizia presso il Palazzo dei Congressi all'EUR. [N 10].

Ultima edizione realizzata negli studi di Roma. Negli archivi di Rai Teche, tra aprile e giugno del 2018 si sono recuperate 28 puntate, precisamente quelle del 24 gennaio, del 31 gennaio, del 21 febbraio, del 28 febbraio, del 27 marzo, del 24 aprile, del 1º maggio, del 29 maggio.

### Decima edizione (1978–1979)
- Periodo di trasmissione: dal 2 settembre 1978 al 7 luglio 1979.
- Puntate: 46 (complessive: 470–515)
- Partecipanti: 322
- Conduce Corrado.
- Regia: Riccardo Mantoni.
- Direzione musicale: Armando Del Cupola.
- Dalla Sede Regionale Rai di Firenze[N 11].

Ultima edizione radiofonica del programma, realizzata negli studi di Firenze. La durata del programma viene portata a 50 minuti e i concorrenti diventano sette; il vincitore della puntata era invitato a ripetere l'esibizione.

### Esplicative
1. ↑  Per diverso tempo si è ritenuto che tutte le edizioni della trasmissione fossero a cadenza biennale (1968-1969, 1969-1970, 1970-1971, 1971-1972, 1972-1973, 1973-1974, 1974-1975, 1975-1976 e 1976-1977). In realtà la puntata del 1º gennaio del 1977 è da considerarsi l'ultima dell'edizione del 1976 in quanto, in base alla consultazione dei fascicoli del Radiocorriere TV, il programma non andò in onda per tutto il 1977 e nei primi otto mesi del 1978. Si veda, a tal proposito: Peppino Ortoleva, Barbara Scaramucci (a cura di): La Corrida, varietà, in Dizionario della radio, Milano, Garzanti, 2003, p. 208.
2. ↑  Fascicoli del Radiocorriere Tv n. 1 del 31/12/1967 (puntata n. 1), n. 2 del 7/1/1968 (n. 2), n. 3 del 14/1 (n. 3), n. 4 del 21/1 (n. 4), n. 5 del 28/1 (n. 5), n. 6 del 4/2 (n. 6), n. 7 dell'11/2 (n. 7), n. 8 del 18/2 (n. 8), n. 9 del 25/2 (n. 9), n. 10 del 3/3 (n. 10), n. 11 del 10/3 (n. 11), n. 12 del 17/3 (n. 12), n. 13 del 24/3 (n. 13), n. 14 del 31/3 (n. 14), n. 15 del 7/4 (n. 15), n. 16 del 14/4 (n. 16), n. 17 del 21/4 (n. 17), n. 18 del 28/4 (n. 18), n. 19 del 5/5 (n. 19), n. 20 del 12/5 (n. 20), n. 21 del 19/5 (n. 21), n. 22 del 26/5 (n. 22), n. 23 del 2/6 (n. 23), n. 24 del 9/6 (n. 24), n. 25 del 16/6 (n. 25), n. 26 del 23/6 (n. 26), n. 27 del 30/6 (n. 27), n. 28 del 7/7 (n. 28), n. 29 del 14/7 (n. 29), n. 30 del 21/7 (n. 30), n. 31 del 28/7 (n. 31), n. 32 del 4/8 (n. 32), n. 33 dell'11/8 (n. 33), n. 34 del 18/8 (n. 34), n. 35 del 25/8 (n. 35), n. 36 del 1/9 (n. 36), n. 37 dell'8/9 (n. 37), n. 38 del 15/9 (n. 38), n. 39 del 22/9 (n. 39), n. 40 del 29/9 (n. 40), n. 41 del 6/10 (n. 41), n. 42 del 13/10 (n. 42), n. 43 del 20/10 (n. 43), n. 44 del 27/10 (n. 44), n. 45 del 3/11 (n. 45), n. 46 del 10/11 (n. 46), n. 47 del 17/11 (n. 47), n. 48 del 24/11 (n. 48), n. 49 del 1/12 (n. 49), n. 50 dell'8/12 (n. 50), n. 51 del 15/12 (n. 51), n. 52 del 22/12/1968 (n. 52), tutti usciti in edicola.
3. ↑  Fascicoli del Radiocorriere Tv n. 53 del 29/12/1968 (puntata n. 53), n. 1 del 5/1/1969 (n. 54), n. 2 del 12/1 (n. 55), n. 3 del 19/1 (n. 56), n. 4 del 26/1 (n. 57), n. 5 del 2/2 (n. 58), n. 6 del 9/2 (n. 59), n. 7 del 16/2 (n. 60), n. 8 del 23/2 (n. 61), n. 9 del 2/3 (n. 62), n. 10 del 9/3 (n. 63), n. 11 del 16/3 (n. 64) e n. 12 del 23/3 (n. 65), n. 13 del 30/03 (n. 66) n. 14 del 6/4 (n. 67), n. 15 del 13/4 (n. 68), n. 16 del 20/4 (n. 69), n. 17 del 27/4 (n. 70), n. 18 del 4/5 (n. 71), n. 19 dell'11/5 (n. 72), n. 20 del 18/5 (n. 73), n. 21 del 25/5 (n. 74), n. 22 del 1/6 (n. 75), n. 23 dell'8/6 (n. 76), n. 24 del 15/6 (n. 77), n. 25 del 22/6 (n. 78), n. 26 del 29/6 (n. 79), n. 27 del 6/7 (n. 80), n. 28 del 13/7 (n. 81), n. 29 del 20/7 (n. 82), n. 30 del 27/7 (n. 83), n. 31 del 3/8 (n. 84), n. 32 del 10/8 (n. 85), n. 33 del 17/8 (n. 86), n. 34 del 24/8 (n. 87), n. 35 del 31/8 (n. 88), n. 36 del 7/9 (n. 89), n. 37 del 14/9 (n. 90), n. 38 del 21/9 (n. 91), n. 39 del 28/9 (n. 92), n. 40 del 5/10 (n. 93), n. 41 del 12/10 (n. 94), n. 42 del 19/10 (n. 95), n. 43 del 26/10 (n. 96), n. 44 del 2/11 (n. 97), n. 45 del 9/11 (n. 98), n. 46 del 16/11 (n. 99), n. 47 del 23/11 (n. 100), n. 48 del 30/11 (n. 101), n. 49 del 7/12 (n. 102), n. 50 del 14/12 (n. 103), n. 51 del 21/12 (n. 104), e n. 52 del 28/12/1969 (n. 105), tutti usciti in edicola.
4. ↑  Fascicoli del Radiocorriere Tv n. 1 del 4/1/1970 (puntata n. 106), n. 2 dell'11/1 (n. 107), n. 3 del 18/1 (n. 108), n. 4 del 25/1 (n. 109), n. 5 del 1/2 (n. 110), n. 6 dell'8/2 (n. 111), n. 7 del 15/2 (n. 112), n. 8 del 22/2 (n. 113), n. 9 del 1/3 (n. 114), n. 10 dell'8/3 (n. 115), n. 11 del 15/3 (n. 116), n. 12 del 22/3 (n. 117), n. 13 del 29/3 (n. 118), n. 14 del 5/4 (n. 119), n. 15 del 12/4 (n. 120), n. 16 del 19/4 (n. 121), n. 17 del 26/4 (n. 122), n. 18 del 3/5 (n. 123), n. 19 del 10/5 (n. 124), n. 20 del 17/5 (n. 125), n. 21 del 24/5 (n. 126), n. 22 del 31/5 (n. 127), n. 23 del 7/6 (n. 128), n. 24 del 14/6 (n. 129), n. 25 del 21/6 (n. 130), n. 26 del 28/6 (n. 131), n. 27 del 5/7 (n. 132), n. 28 del 12/7 (n. 133), n. 29 del 19/7 (n. 134), n. 30 del 26/7 (n. 135), n. 31 del 2/8 (n. 136), n. 32 del 9/8 (n. 137), n. 33 del 16/8 (n. 138), n. 34 del 23/8 (n. 139), n. 35 del 30/8 (n. 140), n. 36 del 6/9 (n. 141), n. 37 del 13/9 (n. 142), n. 38 del 20/9 (n. 143), n. 39 del 27/9 (n. 144), n. 40 del 4/10 (n. 145), n. 41 dell'11/10 (n. 146), n. 42 del 18/10 (n. 147), n. 43 del 25/10 (n. 148), n. 44 del 1/11 (n. 149), n. 45 dell'8/11 (n. 150), n. 46 del 15/11 (n. 151), n. 47 del 22/11 (n. 152), n. 48 del 29/11 (n. 153), n. 49 del 6/12 (n. 154), n. 50 del 13/12 (n. 155) e n. 51 del 20/12/1970 (n. 156), tutti usciti in edicola.
5. ↑  Fascicoli del Radiocorriere Tv n. 52 del 27/12/1970 (puntata n. 157), n. 1 del 3/1/1971 (n. 158), n. 2 del 10/1 (n. 159), n. 3 del 17/1 (n. 160), n. 4 del 24/1 (n. 161), n. 5 del 31/1 (n. 162), n. 6 del 7/2 (n. 163), n. 9 del 28/2 (n. 166), n. 10 del 7/3 (n. 167), n. 11 del 14/3 (n. 168), n. 12 del 21/3 (n. 169), n. 13 del 28/3 (n. 170), n. 14 del 4/4 (n. 171), n. 15 dell'11/4 (n. 172), n. 16 del 18/4 (n. 173), n. 17 del 25/4 (n. 174), n. 18 del 2/5 (n. 175), n. 19 del 9/5 (n. 176), n. 20 del 16/5 (n. 177), n. 21 del 23/5 (n. 178), n. 22 del 30/5 (n. 179), n. 23 del 6/6 (n. 180), n. 24 del 13/6 (n. 181), n. 25 del 20/6 (n. 182), n. 26 del 27/6 (n. 183), n. 27 del 4/7 (n. 184), n. 28 dell'11/7 (n. 185), n. 29 del 18/7 (n. 186), n. 30 del 25/7 (n. 187), n. 31 del 1/8 (n. 188), n. 32 dell'8/8 (n. 189), n. 33 del 15/8 (n. 190), n. 34 del 22/8 (n. 191), n. 35 del 29/8 (n. 192), n. 36 del 5/9 (n. 193), n. 37 del 12/9 (n. 194), n. 38 del 19/9 (n. 195), n. 39 del 26/9 (n. 196), n. 40 del 3/10 (n. 197), n. 41 del 10/10 (n. 198), n. 42 del 17/10 (n. 199), n. 43 del 24/10 (n. 200), n. 44 del 31/10 (n. 201), n. 45 del 7/11 (n. 202), n. 46 del 14/11 (n. 203), n. 47 del 21/11 (n. 204), n. 48 del 28/11 (n. 205), n. 49 del 5/12 (n. 206), n. 50 del 12/12 (n. 207) e n. 51 del 19/12/1971 (n. 208), usciti in edicola. I fascicoli n. 7 del 14/2 (n. 164) e n. 8 del 21/2 (n. 165) non uscirono nelle edicole per uno sciopero dei poligrafici.
6. ↑  Fascicoli del Radiocorriere Tv n. 52 del 26/12/1971 (puntata n. 209), n. 1 del 2/1/1972 (n. 210), n. 2 del 9/1 (n. 211), n. 3 del 16/1 (n. 212), n. 4 del 23/1 (n. 213), n. 5 del 30/1 (n. 214), n. 6 del 6/2 (n. 215), n. 7 del 13/2 (n. 216), n. 8 del 20/2 (n. 217), n. 9 del 27/2 (n. 218), n. 10 del 5/3 (n. 219), n. 11 del 12/3 (n. 220), n. 12 del 19/3 (n. 221) e n. 13 del 26/3 (n. 222), n. 14 del 2/4 (n. 223), n. 15 del 9/4 (n. 224), n. 16 del 16/4 (n. 225), n. 17 del 23/4 (n. 226), n. 18 del 30/4 (n. 227), n. 19 del 7/5 (n. 228), n. 20 del 14/5 (n. 229), n. 21 del 21/5 (n. 230), n. 22 del 28/5 (n. 231), n. 23 del 4/6 (n. 232), n. 24 dell'11/6 (n. 233), n. 25 del 18/6 (n. 234), n. 26 del 25/6 (n. 235), n. 27 del 2/7 (n. 236), n. 28 del 9/7 (n. 237), n. 29 del 16/7 (n. 238), n. 30 del 23/7 (n. 239), n. 31 del 30/7 (n. 240), n. 32 del 6/8 (n. 241), n. 33 del 13/8 (n. 242), n. 34 del 20/8 (n. 243), n. 35 del 27/8 (n. 244), n. 36 del 3/9 (n. 245), n. 37 del 10/9 (n. 246), n. 38 del 17/9 (n. 247), n. 39 del 24/9 (n. 248), n. 40 del 1/10 (n. 249), n. 41 dell'8/10 (n. 250), n. 42 del 15/10 (n. 251), n. 43 del 22/10 (n. 252), n. 44 del 29/10 (n. 253), n. 45 del 5/11 (n. 254), n. 46 del 12/11 (n. 255), n. 47 del 19/11 (n. 256), n. 48 del 26/11 (n. 257), n. 49 del 3/12 (n. 258), n. 50 del 10/12 (n. 259), n. 51 del 17/12 (n. 260) e n. 52 del 24/12/1972 (n. 261).
7. ↑  Fascicoli del Radiocorriere Tv n. 3 del 14/1/1973 (puntata n. 264), n. 6 del 4/2 (n. 267), n. 7 dell'11/2 (n. 268), n. 9 del 25/2 (n. 270), n. 10 del 4/3 (n. 271), n. 11 dell'11/3 (n. 272), n. 12 del 18/3 (n. 273), n. 13 del 25/3 (n. 274), n. 14 del 1/4 (n. 275), n. 15 dell'8/4 (n. 276), n. 16 del 15/4 (n. 277), n. 17 del 22/4 (n. 278), n. 18 del 29/4 (n. 279), n. 19 del 6/5 (n. 280), n. 20 del 13/5 (n. 281), n. 21 del 20/5 (n. 282), n. 22 del 27/5 (n. 283), n. 23 del 3/6 (n. 284), n. 24 del 10/6 (n. 285), n. 25 del 17/6 (n. 286), n. 26 del 24/6 (n. 287), n. 27 del 1/7 (n. 288), n. 28 dell'8/7 (n. 289), n. 29 del 15/7 (n. 290), n. 30 del 22/7 (n. 291), n. 31 del 29/7 (n. 292), n. 32 del 5/8 (n. 293), n. 33 del 12/8 (n. 294), n. 34 del 19/8 (n. 295), n. 35 del 26/8 (n. 296), n. 36 del 2/9 (n. 297), n. 37 del 9/9 (n. 298), n. 38 del 16/9 (n. 299), n. 39 del 23/9 (n. 300), n. 40 del 30/9 (n. 301), n. 41 del 7/10 (n. 302), n. 42 del 14/10 (n. 303), n. 43 del 21/10 (n. 304), n. 44 del 28/10 (n. 305), n. 45 del 4/11 (n. 306), n. 46 dell'11/11 (n. 307), n. 47 del 18/11 (n. 308), n. 48 del 25/11 (n. 309), n. 49 del 2/12 (n. 310), n. 50 del 9/12 (n. 311), n. 51 del 16/12 (n. 312), n. 52 del 23/12 (n. 313), tutti usciti. I fascicoli n. 1 del 31/12/1972 (n. 262), n. 2 del 7/1/1973 (n. 263), n. 4 del 21/1 (n. 265), n. 5 del 28/1 (n. 266) e n. 8 del 18/2/1973 (n. 269) non uscirono nelle edicole per uno sciopero dei poligrafici.
8. ↑  Fascicoli del Radiocorriere Tv n. 1 del 30/12/1973 (n. 314), n. 2 del 6/1/1974 (n. 315), n. 3 del 13/1 (n. 316), n. 4 del 20/1 (n. 317), n. 5 del 27/1 (n. 318), n. 6 del 3/2 (n. 319), n. 7 del 10/2 (n. 320), n. 8 del 17/2 (n. 321), n. 9 del 24/2 (n. 322), n. 10 del 3/3/1974 (n. 323), n. 11 del 10/3 (n. 324), n. 12 del 17/3 (n. 325), n. 13 del 24/3 (n. 326), n. 14 del 31/3 (n. 327), n. 15 del 7/4 (n. 328), n. 16 del 14/4 (n. 329), n. 17 del 21/4 (n. 330), n. 18 del 28/4 (n. 331), n. 19 del 5/5 (n. 332), n. 20 del 12/5 (n. 333), n. 21 del 19/5 (n. 334), n. 22 del 26/5 (n. 335), n. 23 del 2/6 (n. 336), n. 24 del 9/6 (n. 337), n. 25 del 16/6 (n. 338), n. 26 del 23/6 (n. 339), n. 27 del 30/6 (n. 340), n. 28 del 7/7 (n. 341), n. 29 del 14/7 (n. 342), n. 30 del 21/7 (n. 343), n. 31 del 28/7 (n. 344), n. 32 del 4/8 (n. 345), n. 33 dell'11/8 (n. 346), n. 34 del 18/8 (n. 347), n. 35 del 25/8 (n. 348), n. 36 del 1/9 (n. 349), n. 37 dell'8/9 (n. 350), n. 38 del 15/9 (n. 351), n. 39 del 22/9 (n. 352), n. 40 del 29/9 (n. 353), n. 41 del 6/10 (n. 354), n. 42 del 13/10 (n. 355), n. 43 del 20/10 (n. 356), n. 44 del 27/10 (non trasmessa), n. 45 del 3/11 (n. 357), n. 46 del 10/11 (n. 358), n. 47 del 17/11 (n. 359), n. 48 del 24/11 (n. 360), n. 49 del 1/12 (n. 361), n. 50 dell'8/12 (n. 362), n. 51 del 15/12 (n. 363) e n. 52 del 22/12/1974 (n. 364), tutti usciti in edicola.
9. ↑  Fascicoli del Radiocorriere Tv n. 1 del 29/12/1974 (puntata n. 365), n. 2 del 5/1/1975 (n. 366), n. 3 del 12/1 (n. 367), n. 4 del 19/1 (n. 368), n. 5 del 26/1 (n. 369), n. 7 del 9/2 (n. 371), n. 8 del 16/2 (n. 372), n. 9 del 23/2 (n. 373), n. 10 del 2/3/1975 (n. 374), n. 11 del 9/3/1975 (n. 375), n. 12 del 16/3 (n. 376), n. 13 del 23/3 (n. 377), n. 14 del 30/3 (n. 378), n. 15 del 6/4 (n. 379), n. 16 del 13/4 (n. 380), n. 17 del 20/4 (n. 381), n. 18 del 27/4 (n. 382), n. 19 del 4/5 (n. 383), n. 20 dell'11/5 (n. 384), n. 21 del 18/5 (n. 385), n. 22 del 25/5 (n. 386), n. 23 del 1/6 (n. 387), n. 24 dell'8/6 (n. 388), n. 25 del 15/6 (n. 389), n. 26 del 22/6 (n. 390), n. 27 del 29/6 (n. 391), e n. 28 del 6/7 (n. 392), n. 29 del 13/7 (n. 393), n. 30 del 20/7 (n. 394), n. 31 del 27/7 (n. 395), n. 32 del 3/8 (n. 396), n. 33 del 10/8 (n. 397), n. 34 del 17/8 (n. 398), n. 35 del 24/8 (n. 399), n. 36 del 31/8 (n. 400), n. 37 del 7/9 (n. 401), n. 38 del 14/9 (n. 402), n. 39 del 21/9 (n. 403), n. 40 del 28/9 (n. 404), n. 41 del 5/10 (n. 405), n. 42 del 12/10 (n. 406), n. 43 del 19/10 (n. 407), n. 44 del 26/10 (n. 408), n. 45 del 2/11 (n. 409), n. 46 del 9/11 (n. 410), n. 47 del 16/11 (n. 411), n. 48 del 23/11 (n. 412), n. 49 del 30/11 (n. 413), n. 50 del 7/12 (n. 414), n. 51 del 14/12 (n. 415), e n. 52 del 21/12/1975 (n. 416), tutti usciti. Il fascicolo n. 6 del 2/2/1975 (n. 370) non uscì nelle edicole per uno sciopero dei poligrafici.
10. ↑  Fascicoli del Radiocorriere Tv n. 53 del 28/12/1975 (puntata n. 417), n. 1 del 4/1/1976 (n. 418), n. 2 dell'11/1 (n. 419), n. 3 del 18/1 (n. 420), n. 4 del 25/1 (n. 421), n. 5 del 1/2 (n. 422), n. 6 dell'8/2 (n. 423), n. 7 del 15/2 (n. 424), n. 8 del 22/2 (n. 425), n. 9 del 29/2 (n. 426), n. 10 del 7/3/1976 (n. 427), n. 11 del 14/3 (n. 428), n. 12 del 21/3 (n. 429), n. 13 del 28/3 (n. 430), n. 14 del 4/4 (n. 431), n. 15 dell'11/4 (n. 432), n. 16 del 18/4 (n. 433), n. 17 del 25/4 (n. 434), n. 18 del 2/5 (n. 435), n. 19 del 9/5 (n. 436), n. 20 del 16/5 (n. 437), n. 21 del 23/5 (n. 438), n. 22 del 30/5 (n. 439), n. 23 del 6/6 (n. 440), n. 24 del 13/6 (n. 441), n. 25 del 20/6 (n. 442), n. 26 del 27/6 (n. 443), n. 27 del 4/7 (n. 444), n. 28 dell'11/7 (n. 445), n. 29 del 18/7 (n. 446), n. 30 del 25/7 (n. 447), n. 31 del 1/8 (n. 448), n. 32 dell'8/8 (n. 449), n. 33 del 15/8 (n. 450), n. 34 del 22/8 (n. 451), n. 35 del 29/8 (n. 452), n. 36 del 5/9 (n. 453), n. 37 del 12/9 (n. 454), n. 38 del 19/9 (n. 455), n. 39 del 26/9 (n. 456), n. 40 del 3/10 (n. 457), n. 41 del 10/10 (n. 458), n. 42 del 17/10 (n. 459), n. 43 del 24/10 (n. 460), n. 44 del 31/10 (n. 461), n. 45 del 7/11 (n. 462), n. 46 del 14/11 (n. 463), n. 47 del 21/11 (n. 464), n. 48 del 28/11 (n. 465), n. 49 del 5/12 (n. 466), n. 50 del 12/12 (n. 467), n. 51 del 19/12 (n. 468) e n. 52 del 26/12/1976 (n. 469), tutti usciti in edicola.
11. ↑  Fascicoli del Radiocorriere Tv n. 35 del 27/8/1978 (puntata n. 470), n. 36 del 3/9 (n. 471), n. 37 del 10/9 (n. 472), n. 38 del 17/9 (n. 473), n. 39 del 24/9 (n. 474), n. 40 del 1/10 (n. 475), n. 41 dell'8/10 (n. 476), n. 42 del 15/10 (n. 477), n. 43 del 22/10 (n. 478), n. 44 del 29/10 (n. 479), n. 45 del 5/11 (n. 480), n. 46 del 12/11 (n. 481), n. 47 del 19/11 (n. 482), n. 48 del 26/11 (n. 483), n. 49 del 3/12 (n. 484), n. 50 del 10/12 (n. 485), n. 51 del 17/12 (n. 486), n. 52 del 24/12 (n. 487), n. 1 del 31/12/1978 (n. 488), n. 2 del 7/1/1979 (n. 489), n. 3 del 14/1 (n. 490), n. 4 del 21/1 (n. 491), n. 5 del 28/1 (n. 492), n. 6 del 4/2 (n. 493), n. 7 dell'11/2 (n. 494), n. 8 del 18/2 (n. 495), n. 9 del 25/2 (n. 496) e n. 10 del 4/3/1979 (n. 497), n. 11 dell'11/3 (n. 498), n. 12 del 18/3 (n. 499), n. 13 del 25/3 (n. 500), n. 14 del 1/4 (n. 501), n. 15 dell'8/4 (n. 502), n. 17 del 22/4 (n. 504), n. 18 del 29/4 (n. 505), n. 19 del 6/5 (n. 506), n. 20 del 13/5 (n. 507), n. 21 del 20/5 (n. 508), n. 22 del 27/5 (n. 509), n. 23 del 3/6 (n. 510), n. 24 del 10/6 (n. 511), n. 25 del 17/6 (n. 512), n. 26 del 24/6 (n. 513), n. 27 del 1/7 (n. 514) e n. 28 dell'8/7/1979 (n. 515), tutti usciti. Il fascicolo n. 16 del 15/4/1979 (n. 503) non uscì nelle edicole per uno sciopero dei giornalisti.

### Riferimenti
1. ↑   Cinquant'anni fa "La Corrida" approdava alla radio, su Rai Teche, 4 gennaio 2018. URL consultato il 19 marzo 2022.
2. ↑   La Corrida – Dilettanti allo sbaraglio – Puntata n. 420 del 24/01/1976, su raiplaysound.it, 16 aprile 2018. URL consultato il 19 marzo 2022.
3. ↑   La Corrida – Dilettanti allo sbaraglio – Puntata n. 421 del 31/01/1976, su raiplaysound.it, 17 aprile 2018. URL consultato il 19 marzo 2022.
4. ↑   La Corrida – Dilettanti allo sbaraglio – Puntata n. 424 del 21/02/1976, su raiplaysound.it, 20 aprile 2018. URL consultato il 19 marzo 2022.
5. ↑   La Corrida – Dilettanti allo sbaraglio – Puntata n. 425 del 28/02/1976, su raiplaysound.it, 23 aprile 2018. URL consultato il 19 marzo 2022.
6. ↑   La Corrida – Dilettanti allo sbaraglio – Puntata n. 429 del 27/03/1976, su raiplaysound.it, 26 aprile 2018. URL consultato il 19 marzo 2022.
7. ↑   La Corrida – Dilettanti allo sbaraglio – Puntata n. 433 del 24/04/1976, su raiplaysound.it, 1º maggio 2018. URL consultato il 19 marzo 2022.
8. ↑   La Corrida – Dilettanti allo sbaraglio – Puntata n. 434 del 01/05/1976, su raiplaysound.it, 2 maggio 2018. URL consultato il 19 marzo 2022.
9. ↑   La Corrida – Dilettanti allo sbaraglio – Puntata n. 438 del 29/05/1976, su raiplaysound.it, 18 maggio 2018. URL consultato il 19 marzo 2022.